# 봉순의 하늘
《봉순의 하늘》은 1981년 7월 4일에 방영된 TV문학관이다.

## 줄거리
나봉순 할머니(김난영)는 태평양전쟁 당시 일본군에 의해 정신대로 끌려갔다가 구사일생으로 살아 돌아온 여성이다. 전쟁이 끝난지 30년 이상이 지났지만 봉순의 의식 속에는 여전히 전쟁의 상흔과 아픔이 생생하게 살아 있는데...

## 출연
- 김난영
- 이종만
- 노주현
- 김순철
- 여운계
- 사미자
- 반효정
- 최정훈
- 박혜숙
- 양영준
- 주현
- 김봉근
- 허옥숙
- 봉혜선
- 하미혜
- 윤상미
- 송승환
- 이문환
- 이영수